# Photinus-luciferina 4-monoossigenasi (idrolizzante l'ATP)
La Photinus-luciferina 4-monoossigenasi (idrolizzante l'ATP) è una luciferasi, cioè un enzima appartenente alla classe delle ossidoreduttasi che ha come substrato una luciferina. Catalizza la seguente reazione:
luciferina di Photinus + O2 + ATP ⇄ luciferina di Photinus ossidata + CO2 + AMP + pirofosfato + hν
Photinus è un genere di lucciole bioluminescenti. Il primo passaggio nella reazione è la formazione di una anidride acida tra il gruppo carbossilico e l'AMP, con il rilascio di pirofosfato. L'enzima può essere utilizzato in numerose applicazioni (ad esempio di biologia molecolare) per misurare l'emissione di luce.